# Titidius brasiliensis
Titidius brasiliensis là một loài nhện trong họ Thomisidae.
Loài này thuộc chi Titidius. Titidius brasiliensis được Cândido Firmino de Mello-Leitão miêu tả năm 1915.